# Hrîșîne (Pervomaiske)
Hrîșîne (în ucraineană Гришине) este localitatea de reședință a comunei Hrîșîne din raionul Pervomaiske, Republica Autonomă Crimeea, Ucraina.

## Demografie
Componența lingvistică a localității Hrîșîne
     Rusă (68,13%)
     Tătară crimeeană (15,85%)
     Ucraineană (15%)
     Alte limbi (0,42%)
Conform recensământului din 2001, majoritatea populației localității Hrîșîne era vorbitoare de rusă (68,13%), existând în minoritate și vorbitori de tătară crimeeană (15,85%) și ucraineană (15%).